# Alemania en la Eurocopa 2008
La Selección de fútbol de Alemania fue uno de los 16 equipos participantes en la Eurocopa 2008, que se lleva a cabo entre el 7 y el 29 de junio de 2008 en Austria y en Suiza. Fue la décima participación de Alemania desde 1972 cuando tuvo su primera participación.
En la fase final quedó encuadrada en el grupo B junto con Austria, Croacia y Polonia. En su debut en Klagenfurt venció 2-0 a Polonia con goles del curiosamente polaco nacionalizado alemán, Lukas Podolski. Después cayó ante la selección croata 1-2 con anotaciones de Darijo Srna y Ivica Olić para los croatas, mientras Podolski acortó el marcador final. En su partido final venció a los co-organizadores austriacos, Michael Ballack marcó el único tanto. Alemania clasificó como segunda de su grupo.
En cuartos de final, se impusieron 3:2 a Portugal. En aquel partido, las máximas figuras alemanas, Schweinsteiger, Klose y Ballack marcaron los tres tantos contra los dos de los portugueses de Hélder Postiga y Nuno Gomes.
En semifinales, por el mismo marcador eliminaron a Turquía. Schweinsteiger y Klose marcaron los dos primeros goles, y Philipp Lahm marcó el tercero al minuto 90', luego de que el turco Şentürk empató al minuto 86'.
Después de doce años, Alemania nuevamente disputó una final luego de aquella en Inglaterra 1996 ante República Checa. La final se disputó en Viena con una afición local en contra y una selección española histórica. Aun así fue un encuentro muy reñido, el gol de Fernando Torres al minuto 33' sentenció la final para la selección de España.

## Clasificación
En la fase de clasificación obtuvo el segundo lugar del grupo D. Inició venciendo 1-0 a Irlanda en Stuttgart. En las primeras fechas mostró un fútbol muy ofensivo donde consiguió resultados positivos, entre ellos un 4-1 sobre Eslovaquia y un 2-1 en Praga ante República Checa, también consiguió una de las mayores goleadas en su historia, el 13-0 sobre San Marino, todas estas victorias como visitante. Sin embargo en las fechas finales cedió el primer puesto en partidos como local tras perder 0-3 contra República Checa y empatar 0:0 con Gales.
Aun así logró clasificar a la fase final con 27 puntos, producto de 8 victorias, 3 empates y una derrota en 12 partidos para un rendimiento del 75%. Incluidos 35 goles a favor y 7 encajados.
| Equipo          | Pts | PJ | PG | PE | PP | GF | GC | Dif |
| --------------- | --- | -- | -- | -- | -- | -- | -- | --- |
| República Checa | 29  | 12 | 9  | 2  | 1  | 27 | 5  | 22  |
| Alemania        | 27  | 12 | 8  | 3  | 1  | 35 | 7  | 28  |
| Irlanda         | 17  | 12 | 4  | 5  | 3  | 17 | 14 | 3   |
| Eslovaquia      | 16  | 12 | 5  | 1  | 6  | 33 | 23 | 10  |
| Gales           | 15  | 12 | 4  | 3  | 5  | 18 | 19 | -1  |
| Chipre          | 14  | 12 | 4  | 2  | 6  | 17 | 24 | -7  |
| San Marino      | 0   | 12 | 0  | 0  | 12 | 2  | 57 | -55 |

| Fecha                   | Lugar              |                 |                            | Resultado  |                            |                 |
| ----------------------- | ------------------ | --------------- | -------------------------- | ---------- | -------------------------- | --------------- |
| 2 de septiembre de 2006 | Stuttgart          | Alemania        | Bandera de Alemania        | 1:0 (0:0)  | Bandera de Irlanda         | Irlanda         |
| 6 de septiembre de 2006 | Serravalle         | San Marino      | Bandera de San Marino      | 0:13 (0:5) | Bandera de Alemania        | Alemania        |
| 11 de octubre de 2006   | Bratislava         | Eslovaquia      | Bandera de Eslovaquia      | 1:4 (0:3)  | Bandera de Alemania        | Alemania        |
| 15 de noviembre de 2006 | Nicosia            | Chipre          | Bandera de Chipre          | 1:1 (1:1)  | Bandera de Alemania        | Alemania        |
| 24 de marzo de 2007     | Praga              | República Checa | Bandera de República Checa | 1:2 (0:1)  | Bandera de Alemania        | Alemania        |
| 2 de junio de 2007      | Núremberg          | Alemania        | Bandera de Alemania        | 6:0 (1:0)  | Bandera de San Marino      | San Marino      |
| 6 de junio de 2007      | Hamburgo           | Alemania        | Bandera de Alemania        | 2:1 (2:1)  | Bandera de Eslovaquia      | Eslovaquia      |
| 8 de septiembre de 2007 | Cardiff            | Gales           | Bandera de Gales           | 0:2 (0:1)  | Bandera de Alemania        | Alemania        |
| 13 de octubre de 2007   | Dublín             | Irlanda         | Bandera de Irlanda         | 0:0        | Bandera de Alemania        | Alemania        |
| 17 de octubre de 2007   | Múnich             | Alemania        | Bandera de Alemania        | 0:3 (0:2)  | Bandera de República Checa | República Checa |
| 17 de noviembre de 2007 | Hannover           | Alemania        | Bandera de Alemania        | 4:0 (2:0)  | Bandera de Chipre          | Chipre          |
| 21 de noviembre de 2007 | Fráncfort del Meno | Alemania        | Bandera de Alemania        | 0:0        | Bandera de Gales           | Gales           |

### Goleadores
| Jugador                | Goles | PJ | Minuto |
| ---------------------- | ----- | -- | ------ |
| Lukas Podolski         | 8     | 9  | 654    |
| Miroslav Klose         | 5     | 9  | 747    |
| Thomas Hitzlsperger    | 4     | 7  | 447    |
| Michael Ballack        | 3     | 5  | 406    |
| Kevin Kuranyi          | 3     | 5  | 466    |
| Bastian Schweinsteiger | 3     | 8  | 609    |
| Mario Gómez            | 2     | 6  | 289    |
| Clemens Fritz          | 2     | 8  | 602    |
| Manuel Friedrich       | 1     | 4  | 360    |
| Bernd Schneider        | 1     | 6  | 519    |
| Marcell Jansen         | 1     | 8  | 720    |
| Torsten Frings         | 1     | 9  | 780    |

## Preparación

### Amistosos previos
| Fecha                | Lugar          |          |                     | Resultado |                        |             |
| -------------------- | -------------- | -------- | ------------------- | --------- | ---------------------- | ----------- |
| 6 de febrero de 2008 | Viena          | Austria  | Bandera de Austria  | 0:3 (0:0) | Bandera de Alemania    | Alemania    |
| 26 de marzo de 2008  | Basel          | Suiza    | Bandera de Suiza    | 0:4 (0:1) | Bandera de Alemania    | Alemania    |
| 27 de mayo de 2008   | Kaiserslautern | Alemania | Bandera de Alemania | 2:2 (2:0) | Bandera de Bielorrusia | Bielorrusia |
| 31 de mayo de 2008   | Gelsenkirchen  | Alemania | Bandera de Alemania | 2:1 (0:1) | Bandera de Serbia      | Serbia      |

## Jugadores
| #  | Nombre                 | Posición      | Edad        | PJ Sel      | Club                     |
| -- | ---------------------- | ------------- | ----------- | ----------- | ------------------------ |
| 1  | Jens Lehmann           | Portero       | 38          | 54          | Arsenal FC               |
| 2  | Marcell Jansen         | Defensa       | 22          | 21          | Bayern Múnich            |
| 3  | Arne Friedrich         | Defensa       | 29          | 56          | Hertha BSC Berlin        |
| 4  | Clemens Fritz          | Defensa       | 27          | 13          | Werder Bremen            |
| 5  | Heiko Westermann       | Defensa       | 24          | 2           | Schalke 04               |
| 6  | Simon Rolfes           | Mediocampista | 26          | 9           | Bayer Leverkusen         |
| 7  | Bastian Schweinsteiger | Mediocampista | 23          | 50          | Bayern Múnich            |
| 8  | Torsten Frings         | Mediocampista | 31          | 71          | Werder Bremen            |
| 9  | Mario Gómez            | Delantero     | 22          | 9           | Stuttgart                |
| 10 | Oliver Neuville        | Delantero     | 35          | 67          | Borussia Mönchengladbach |
| 11 | Miroslav Klose         | Delantero     | 30          | 75          | Bayern Múnich            |
| 12 | Robert Enke            | Portero       | 30          | 1           | Hannover                 |
| 13 | Michael Ballack        | Mediocampista | 31          | 80          | Chelsea FC               |
| 14 | Piotr Trochowski       | Mediocampista | 24          | 12          | Hamburgo                 |
| 15 | Thomas Hitzlsperger    | Mediocampista | 26          | 33          | VfB Stuttgart            |
| 16 | Philipp Lahm           | Defensa       | 24          | 40          | Bayern Múnich            |
| 17 | Per Mertesacker        | Defensa       | 23          | 41          | Werder Bremen            |
| 18 | Tim Borowski           | Mediocampista | 28          | 31          | Werder Bremen            |
| 19 | David Odonkor          | Mediocampista | 24          | 13          | Real Betis               |
| 20 | Lukas Podolski         | Delantero     | 23          | 47          | Bayern Múnich            |
| 21 | Christoph Metzelder    | Defensa       | 27          | 40          | Real Madrid              |
| 22 | Kevin Kurányi          | Delantero     | 26          | 46          | Schalke 04               |
| 23 | René Adler             | Portero       | 23          | 0           | Bayer Leverkusen         |
| DT | Joachim Löw            | Joachim Löw   | Joachim Löw | Joachim Löw | Joachim Löw              |

## Participación

### Fase de grupos

#### Grupo B
| Selección | Pts. | PJ | PG | PE | PP | GF | GC | Dif |
| --------- | ---- | -- | -- | -- | -- | -- | -- | --- |
| Croacia   | 9    | 3  | 3  | 0  | 0  | 4  | 1  | +3  |
| Alemania  | 6    | 3  | 2  | 0  | 1  | 4  | 2  | +2  |
| Austria   | 1    | 3  | 0  | 1  | 2  | 1  | 3  | -2  |
| Polonia   | 1    | 3  | 0  | 1  | 2  | 1  | 4  | -3  |

| 8 de junio de 2008, 20:45 | Alemania         | 2:0 (1:0) | Polonia | Wörtherseestadion, Klagenfurt                                  |                                                                |
|                           | Podolski 20' 72' | Reporte   |         | Asistencia: 30 461 espectadores Árbitro(s): Tom Henning Øvrebø | Asistencia: 30 461 espectadores Árbitro(s): Tom Henning Øvrebø |

| 12 de junio de 2008, 18:00 | Croacia             | 2:1 (1:0) | Alemania     | Wörtherseestadion, Klagenfurt                                  |                                                                |
|                            | Srna 24' · Olić 62' | Reporte   | Podolski 79' | Asistencia: 30 461 espectadores Árbitro(s): Frank de Bleeckere | Asistencia: 30 461 espectadores Árbitro(s): Frank de Bleeckere |

| 16 de junio de 2008, 20:45 | Austria | 0:1 (0:0) | Alemania    | Ernst Happel Stadion, Viena                                        |                                                                    |
|                            |         | Reporte   | Ballack 49' | Asistencia: 51 428 espectadores Árbitro(s): Manuel Mejuto González | Asistencia: 51 428 espectadores Árbitro(s): Manuel Mejuto González |

### Cuartos de final
| 19 de junio de 2008, 20:45 | Portugal                     | 2:3 (1:2) | Alemania                                     | St. Jakob Park, Basilea                                      |                                                              |
|                            | Nuno Gomes 40' · Postiga 87' | Reporte   | Schweinsteiger 22' · Klose 26' · Ballack 61' | Asistencia: 39 374 espectadores Árbitro(s): Peter Fröjdfeldt | Asistencia: 39 374 espectadores Árbitro(s): Peter Fröjdfeldt |

### Semifinales
| 25 de junio de 2008, 20:45 | Alemania                                  | 3:2 (1:1) | Turquía                 | St. Jakob Park, Basilea                                     |                                                             |
|                            | Schweinsteiger 26' · Klose 79' · Lahm 90' | Reporte   | Boral 22' · Şentürk 86' | Asistencia: 39 374 espectadores Árbitro(s): Massimo Busacca | Asistencia: 39 374 espectadores Árbitro(s): Massimo Busacca |

### Final
| 29 de junio de 2008, 20:45 | Alemania | 0:1 (0:1) | España     | Ernst Happel Stadion, Viena                                 |                                                             |
|                            |          | Reporte   | Torres 33' | Asistencia: 51 428 espectadores Árbitro(s): Roberto Rosetti | Asistencia: 51 428 espectadores Árbitro(s): Roberto Rosetti |

## Estadísticas

### Posiciones

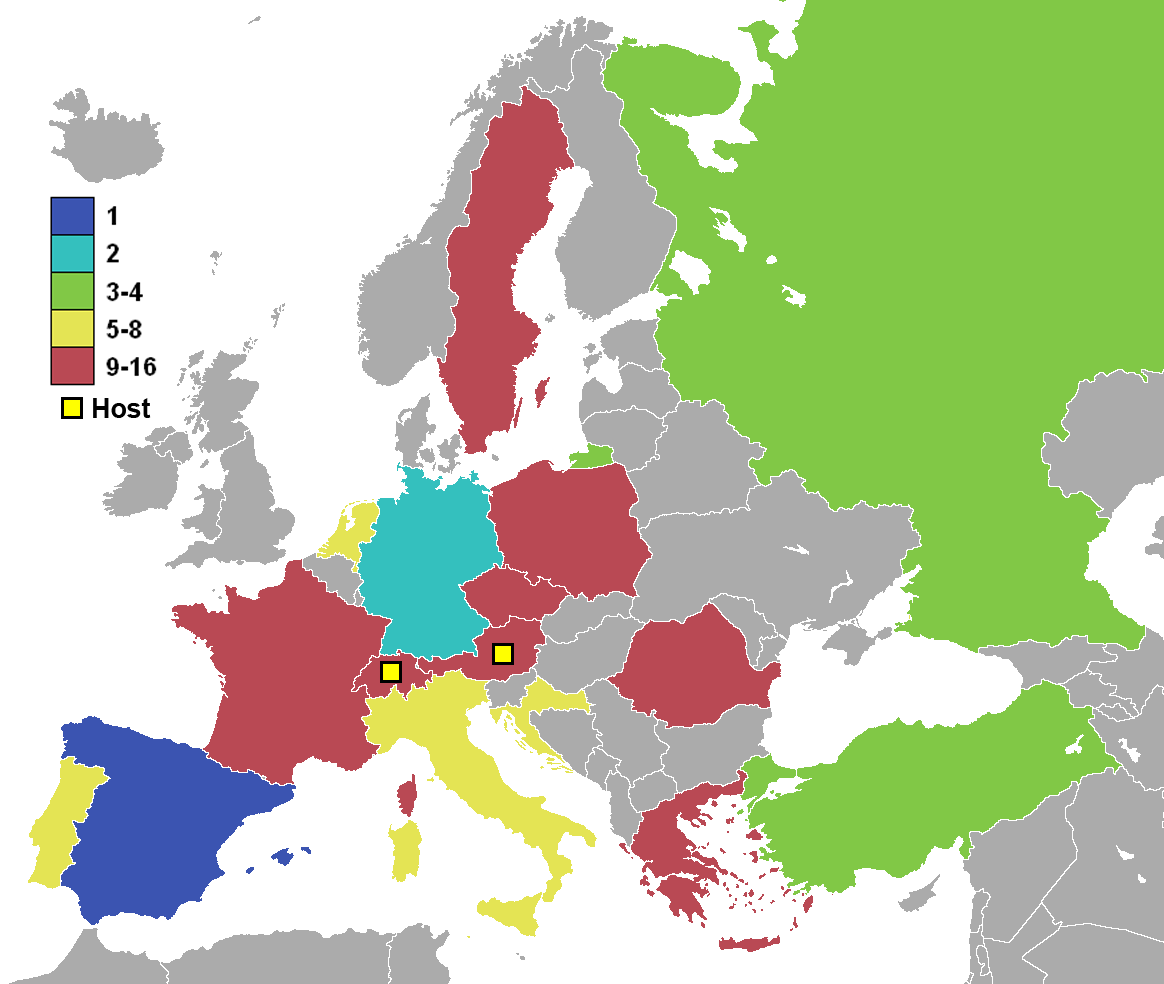
Mapa según los resultados del torneo.

| Equipo | Equipo          | Pts | PJ | PG | PE | PP | GF | GC | Dif | Rend  |
| ------ | --------------- | --- | -- | -- | -- | -- | -- | -- | --- | ----- |
| 1      | España          | 16  | 6  | 5  | 1  | 0  | 12 | 3  | +9  | 88,8% |
| 2      | Alemania        | 12  | 6  | 4  | 0  | 2  | 10 | 7  | +3  | 66,6% |
| 3      | Rusia           | 9   | 5  | 3  | 0  | 2  | 7  | 8  | -1  | 60,0% |
| 4      | Turquía         | 7   | 5  | 2  | 1  | 2  | 8  | 9  | -1  | 46,6% |
| 5      | Croacia         | 10  | 4  | 3  | 1  | 0  | 5  | 2  | +3  | 83,3% |
| 6      | Países Bajos    | 9   | 4  | 3  | 0  | 1  | 10 | 4  | +6  | 75,0% |
| 7      | Portugal        | 6   | 4  | 2  | 0  | 2  | 7  | 6  | +1  | 50,0% |
| 8      | Italia          | 5   | 4  | 1  | 2  | 1  | 3  | 4  | -1  | 41,6% |
| 9      | Suiza           | 3   | 3  | 1  | 0  | 2  | 3  | 3  | 0   | 33,3% |
| 10     | Suecia          | 3   | 3  | 1  | 0  | 2  | 3  | 4  | -1  | 33,3% |
| 11     | República Checa | 3   | 3  | 1  | 0  | 2  | 4  | 6  | -2  | 33,3% |
| 12     | Rumania         | 2   | 3  | 0  | 2  | 1  | 1  | 3  | -2  | 22,2% |
| 13     | Austria         | 1   | 3  | 0  | 1  | 2  | 1  | 3  | -2  | 11,1% |
| 14     | Polonia         | 1   | 3  | 0  | 1  | 2  | 1  | 4  | -3  | 11,1% |
| 15     | Francia         | 1   | 3  | 0  | 1  | 2  | 1  | 6  | -5  | 11,1% |
| 16     | Grecia          | 0   | 3  | 0  | 0  | 3  | 1  | 5  | -4  | 0,00% |